# Rainha Internacional do Café 2023
Rainha Internacional do Café 2023 (em espanhol para Reinado Internacional del Café 2023), foi a 51ª edição do tradicional concurso de beleza feminino "Rainha Internacional do Café", realizado anualmente no mês de Janeiro do ano corrente, quando ocorre a Feria de Manizales, na Colômbia. Esta edição, assim como as anteriores, teve seu ápice no Centro Cultural e de Convenções "Teatro Los Fundadores", com a presença de vinte e seis (26) candidatas de três continentes diferentes. A então detentora do título, a venezuelana Ismelys Velásquez, corou sua sucessora, Isabella Bermúdez da Colômbia, no final da cerimônia, transmitida ao vivo pela emissora Telecafé.

## Resultados

### Colocações
Em ordem anunciada na final do evento: 

### Prêmios
Distribuídos antes, durante e/ou na final do concurso: 
1 A Miss Haiti ficou na 2ª posição, enquanto Colômbia, França e Venezuela completaram o quadro Top 05.

2 A Miss Venezuela foi a escolhida pela patrocinadora oficial "Kapital Seguros" e ganhou U$1.000 dólares.

3 As escolhidas ganharam cada uma o valor de U$500 dólares do patrocinador "Beauty Market Colombia".

4 Equivalente à: "Rainha da Conservação e Biodiversidade dos Parques Nacionais Naturais da Colômbia".